# 豊が丘 (津市)
豊が丘（とよがおか）は、三重県津市にある地名。現行行政地名は豊が丘一丁目から豊が丘五丁目。

## 地理
津市の北部に位置し、南半分に高野尾町、北半分に亀山市と接している。

## 歴史
- 2014年（平成26年）6月30日 - 高野尾町の一部を住居表示の実施に伴い分離、豊が丘一丁目から豊が丘五丁目を設置[1]。

## 世帯数と人口
2019年（令和元年）6月30日現在の世帯数と人口は以下の通りである。
| 丁目         | 世帯数    | 人口    |
| ------------ | --------- | ------- |
| 豊が丘一丁目 | 664世帯   | 1,822人 |
| 豊が丘二丁目 | 512世帯   | 1,295人 |
| 豊が丘三丁目 | 320世帯   | 727人   |
| 豊が丘四丁目 | 501世帯   | 1,309人 |
| 豊が丘五丁目 | 433世帯   | 1,199人 |
| 計           | 2,430世帯 | 6,352人 |

### 人口の変遷
国勢調査による人口の推移
| 2015年（平成27年） | 6,354人 | [ 6 ] |  |

### 世帯数の変遷
国勢調査による世帯数の推移
| 2015年（平成27年） | 2,177世帯 | [ 6 ] |  |

## 学区
市立小・中学校に通う場合、学区は以下の通りとなる。
| 丁目         | 番・番地等 | 小学校             | 中学校           |
| ------------ | ---------- | ------------------ | ---------------- |
| 豊が丘一丁目 | 全域       | 津市立豊が丘小学校 | 津市立豊里中学校 |
| 豊が丘二丁目 | 全域       | 津市立豊が丘小学校 | 津市立豊里中学校 |
| 豊が丘三丁目 | 全域       | 津市立豊が丘小学校 | 津市立豊里中学校 |
| 豊が丘四丁目 | 全域       | 津市立豊が丘小学校 | 津市立豊里中学校 |
| 豊が丘五丁目 | 全域       | 津市立豊が丘小学校 | 津市立豊里中学校 |

## 施設
- 津市立豊が丘小学校
- 津豊が丘郵便局

## その他

### 日本郵便
- 郵便番号 : 514-2222[4]（集配局：椋本郵便局[8]）。